# Diana Staat
Diana Staat (* 19. März 1982) ist eine ehemalige deutsche Fußballspielerin. Die Angreiferin wechselte 1998 vom Magdeburger FFC zum Bundesligisten 1. FFC Turbine Potsdam, für den sie in den folgenden Jahren in mindestens 17 Erstligaspielen zum Einsatz kam. Nachdem sie in der Saison 2002/03 nicht mehr in Bundesligaspielen berücksichtigt worden war, beendete sie ihre Karriere bereits mit Anfang 20.